# NativeScript
NativeScript это фреймворк с открытым исходным кодом, разрабатываемый компанией Telerik, для разработки приложений на платформах Android и iOS. Приложения NativeScript разрабатываются на платформонезависимых языках, таких как Javascript или TypeScript. В NativeScript реализована полная поддержка фреймворка Angular. Мобильные приложения, построенные с NativeScript, имеют полный доступ к API платформы так, будто они были разработаны в XCode или в Android Studio. Также разработчики могут включать в свои приложения сторонние библиотеки с таких ресурсов, как Cocoapods, Android Arsenal, Maven и npm.js, без создания дополнительных прослоек.

## Разработка
Первая публичная версия NativeScript была выпущена в марте 2015 года. Версия 1.0.0 вышла двумя месяцами позже. Фреймворк быстро набрал популярность, получив 3000 звёзд на Github и более 1500 последователей в Twitter почти сразу после выхода релиза. На текущий момент к нему доступны более 450 плагинов, как поддерживаемых компанией Telerik, так и созданных сообществом. В текущей версии есть поддержка Webpack 3, средств разработчика Chrome и многое другое. Использование Angular в приложениях NativeScript опционально, но при этом позволяет держать общую кодовую базу для мобильного приложения и веб-сайта.

## Структура
NativeScript и все плагины к нему устанавливаются с помощью менеджера пакетов npm. Построение интерфейса приложения выполняется с помощью платформонезависимой XML  разметки с последующим преобразованием в нативные для каждой платформы компоненты (UI & Styling Архивная копия от 8 октября 2021 на Wayback Machine), либо с помощью шаблонов Vue Архивная копия от 4 октября 2021 на Wayback Machine и Svelte Архивная копия от 28 октября 2021 на Wayback Machine. Проект NativeScript создаётся и управляется с помощью инструментов командной строки.

## Внешние ресурсы (рус.)
- Описание архитектуры Архивная копия от 11 февраля 2017 на Wayback Machine
- Информация по общему устройству и установке NativeScript
- Статьи по разработке на NativeScript